# Stansbury Park
Stansbury Park est une census-designated place du comté de Tooele, dans l'État de l'Utah, aux États-Unis. En 2020, elle compte une population de 9 851 habitants.